# Les Trois Messes basses
Les Trois Messes basses est un récit de Noël d'Alphonse Daudet, publié en 1875 dans les Contes du lundi et intégré en 1879 au recueil des Lettres de mon moulin .
L'histoire se situe à la fin du XVIIIe siècle, dans un château provençal imaginaire. Plaisante et irrévérencieuse, teintée de fantastique, elle met en scène un prêtre coupable du péché de gourmandise. Tenté par le diable qui, sous les traits de son jeune sacristain, lui a décrit avec force détails l'exquis menu du réveillon, il expédie trois messes de Noël pour passer plus vite à table. Dieu châtie son offense : avant d'aller au paradis, il devra réciter, un siècle durant, en compagnie de ses coupables fidèles, un office de la Nativité, soit trois cents messes basses.

## Résumé
Ancien prieur des Barnabites, dom Balaguère est chapelain des sires de Trinquelague, dont l'antique château couronne le mont Ventoux. Un soir de Noël, le diable prend les traits de son jeune clerc Garrigou. Connaissant le faible du révérend pour la bonne chère, il veut « lui faire commettre un épouvantable péché de gourmandise ».
En l'aidant à revêtir ses habits sacerdotaux, Garrigou décrit par le menu à dom Balaguère les mets délectables (dindes truffées ; faisans ; huppes ; gélinottes ; coqs de bruyère ; anguilles ; carpes dorées ; truites « grosses comme ça » ; vins de toutes les couleurs…) qu'il a vus préparer aux cuisines. Ils seront servis après les trois messes basses traditionnelles. Le piège de la tentation est tendu. À minuit, la chapelle ornée de tapisseries et illuminée de cierges s'emplit d'une foule recueillie : noblesse locale, notables et métayers des environs rejoignent les châtelains de Trinquelague, entourés de leur maisonnée au grand complet.
Malgré la sonnette de Garrigou qui résonne frénétiquement, dom Balaguère récite scrupuleusement la première messe, sans oublier une seule génuflexion. Dès le début de la seconde, il tourne à vive allure les pages du missel, marmonne les prières et les abrège. À la troisième, obsédé par les plats du réveillon, il escamote tout simplement le Pater et le Credo. 
L'assistance ne peut suivre. Indifférents à leur déconvenue, les fidèles se réjouissent de passer à table plus tôt que prévu.
Réunis dans la grande salle du château, les convives partagent joyeusement le festin de Noël. Dom Balaguère mange et boit tellement que, durant la nuit, il meurt subitement sans avoir pu se repentir. Il comparaît devant Dieu, outré de son impiété. En guise de pénitence, le Seigneur le condamne à n'entrer au paradis qu'après avoir célébré trois cents messes basses dans la chapelle de Trinquelague, en présence de tous ceux qui ont péché avec lui, ceci durant un siècle.
Daudet raconte qu'un soir de Noël, un vigneron de l'endroit qu'il connaissait (probable descendant de Garrigou selon lui) fut le témoin de la dernière messe basse célébrée vers minuit par le spectre de dom Balaguère dans la chapelle du château, ruinée par les ans.

## Adaptations
Les Trois Messes basses ont fait l'objet d'un film (Les Lettres de mon Moulin) en 1954. Le scénario, les dialogues et l'adaptation sont de Marcel Pagnol, avec pour principaux acteurs Henri Vilbert (Dom Balaguère) et Marcel Daxely (Garigou). Il suit assez fidèlement le texte de Daudet. 
Une adaptation télévisée, plus libre, a été réalisée en 2008 pour France Télévisions par Jacques Santamaria. Ce téléfilm a été diffusé sur France 2 le 16 octobre 2009, dans la série Contes et nouvelles du XIXe siècle - Au siècle de Maupassant. Le scénario fait revivre l'un des amis provençaux d'Alphonse Daudet, Timoléon Ambroy du château de Montauban à Fontvieille. C'est lui qui narre à Daudet un conte local : « Cela se passait en 1763, le jour de Noël… ».